# (36187) Travisbarman
(36187) Travisbarman est un astéroïde de la ceinture principale.

## Description
(36187) Travisbarman est un astéroïde de la ceinture principale. Il fut découvert le 13 octobre 1999 à la station Anderson Mesa par le programme LONEOS. Il présente une orbite caractérisée par un demi-grand axe de 3,20 UA, une excentricité de 0,18 et une inclinaison de 7,1° par rapport à l'écliptique.

## Compléments